# Djett
Djett est un village de la commune de Mbe situé dans la région de l'Adamaoua et le département de la Vina au Cameroun.

## Population
En 2014, Djett comptait 1 570 habitants dont 737 hommes et 833 femmes. En terme d'enfants, le village comptait 168 nourrissons (0-35 mois), 265 nourrissons (0-59 mois), 99 enfants (4-5 ans), 367 enfants (6-14 ans), 290 adolescents (12-19 ans), 545 jeunes (15-34 ans).

## Énergies
Le village est couvert par le réseau d'électrification rural.

## Ressources naturelles
Un forage fonctionnel pour accéder à l'eau est présent au sein du village.

## Éducation
227 élèves dont 96 filles et 131 garçons vont à l'école de Djett. Quatre enseignants dont deux maîtres parents et deux contractuels donnent les cours aux enfants.